# Barcelona Uroloki 2018
Questa voce raccoglie le informazioni riguardanti i Barcelona Uroloki nelle competizioni ufficiali della stagione 2018.

## XXX LCFA Senior

### Stagione regolare
| 26 novembre 2017, ore 11:30 | Barcelona Uroloki | 27 – 19 referto | Vilafranca Eagles |  |

| 17 dicembre 2017, ore 12:30 | Barcelona Uroloki | 20 – 7 referto | Salt Falcons/ Vall d'Aro Senglars |  |

| 14 gennaio 2018 | Barcelona Búfals | 34 – 33 referto | Barcelona Uroloki |  |

| 28 gennaio 2018, ore 12:30 | Barcelona Uroloki | 20 – 21 referto | Barcelona Pagesos |  |

| 10 febbraio 2018, ore 16:30 | Barcelona Uroloki | 20 – 40 referto | Terrassa Reds |  |

| 25 febbraio 2018, ore 17:00 | Argentona Bocs | 14 – 34 referto | Barcelona Uroloki |  |

| 17 marzo 2018, ore 16:00 | Barberá Rookies | 40 – 26 referto | Barcelona Uroloki |  |

## Statistiche di squadra
| Competizione      | %Vittorie | In casa | In casa | In casa | In casa | In casa | In casa | In trasferta | In trasferta | In trasferta | In trasferta | In trasferta | In trasferta | Totale | Totale | Totale | Totale | Totale | Totale |
| Competizione      | %Vittorie | G       | V       | N       | P       | Pf      | Ps      | G            | V            | N            | P            | Pf           | Ps           | G      | V      | N      | P      | Pf     | Ps     |
| ----------------- | --------- | ------- | ------- | ------- | ------- | ------- | ------- | ------------ | ------------ | ------------ | ------------ | ------------ | ------------ | ------ | ------ | ------ | ------ | ------ | ------ |
| Stagione regolare | .429      | 4       | 2       | 0       | 2       | 87      | 87      | 3            | 1            | 0            | 2            | 93           | 88           | 7      | 3      | 0      | 4      | 180    | 175    |
| Totale            | .429      | 4       | 2       | 0       | 2       | 87      | 90      | 3            | 1            | 0            | 2            | 93           | 45           | 7      | 3      | 0      | 4      | 180    | 175    |